# Kostel Narození Panny Marie (Jimramov)
Katolický kostel Narození Panny Marie v Jimramově byl postaven v centru městysu. Je chráněn jako kulturní památka České republiky. Jde o farní kostel jimramovské farnosti.

## Historie
V blízkosti zámku, respektive někdejší tvrze, stál ve 14. století gotický kostel, zmiňovaný v první písemné zprávě o Jimramovu z roku 1361. Budova kostela dostala nynější podobu při barokní přestavbě v letech 1707–1715, za architekta přestavby byl vybrán Petr Paurus z Myslibořic. V 18. století byla v kostelu přistavěna hrobka. Podle archeologických výzkumů byl kostel postaven dříve než ve 2. polovině 14. století, což dokazuje fragment románské křtitelnice v severní kapli, který pochází z dřívějšího kostela.

## Interier
Presbytář má na jižní straně sakristii s předsíní, dále se u něj nachází síň před bočním vchodem a nově přistavěné zpovědní kaple. Loď kostela má mírně protáhlý tvar se vstupem na západě, mansardovou střechu a na severní straně kapli. Uvnitř lodě se nalézá pět polí valené klenby se styčnými lunetami. Loď se otvírá vítězným obloukem do presbytáře. Původní kostel měl téměř čtvercový presbytář s rozměrem 5,5 × 6,3 metru, loď skoro čtvercového půdorysu s rozměrem 8 × 8,3 m s bočním jižním vchodem. U severního boku presbytáře je umístěna věž s bývalou sakristií v přízemí (dnes kaple), v patře je umístěna oratoř a následuje patro se zvony. Věž tu stojí od roku 1506, tehdy však byla bez posledního, zvonicového, patra. Střecha věže je od roku 1934 cibulovitá, předtím jehlancová – ta nahradila původní barokní helmici.
Interiéry kostela jsou převážně ve stylu rokokovém. Hlavní oltář má při zemi vystavěné retrotabulum z umělého mramoru s obrazem Narození Panny Marie od malíře J. Havelky z roku 1755. Dále tu jsou sochy sv. Judy Tadeáše a sv. Josefa. Rokoková kazatelna je ukončená sochou dobrého pastýře a má po bocích dva reliéfy. Křtitelnice, vystavěná z mramoru, má retrotabulum se sousoším křtu Páně. Proti kazatelně se nachází oltář sv. Barbory. Pod oltářem se nalézá alianční znak Františka Augusta z Waldorfu († 1754) a Marie z Freyenfelsu, sochy sv. Šebestiána a Rocha, v nice (výklenek ve zdi) socha sv. Barbory a nahoře socha alegorie s váhami. Na severní straně lodi se nachází oltář čtrnácti svatých pomocníků, obraz sv. Štěpána, sochy sv. Apolonie a sv. Otýlie. Druhý oltář je sv. Františka Xaverského s jeho obrazem a obrazem sv. Floriána, se sochami sv. Mikuláše a sv. Norberta. Na jižní straně se nachází oltář s obrazem sv. Antonína Paduánského a s obrazem sv. Františka z Pauly, sochy sv. Augustina a sv. Vavřince. Na kůru jsou sochy sv. Petra a Pavla. Varhanní skříň pochází z konce 17. století.